# Salvador Tafolla
Salvador Tafolla Godínez (Tanhuato, México, 30 de octubre de 1993) es un futbolista mexicano. Juega de delantero para el club Reboceros de La Piedad de la Serie A de México.

## Trayectoria
Inició su carrera profesional en La Piedad, equipo con el que debutaría en la Liga de Ascenso el 11 de enero de 2013 al ingresar de cambio al minuto 84. Con los reboceros lograría la promoción a Primera División al ganar la Final de Ascenso 2012-13; sin embargo, el equipo cambiaría de sede y pasaría a ser Tiburones Rojos de Veracruz; su debut en la Liga MX lo haría el 3 de agosto de 2013 bajo la dirección técnica de Juan Antonio Luna.

## Estadísticas

### Clubes
| Club            | País   | Año       |
| --------------- | ------ | --------- |
| La Piedad       | México | 2013      |
| Tiburones Rojos | México | 2013-16   |
| Real Zamora     | México | 2016-18   |
| Orizaba         | México | 2019      |
| La Piedad       | México | 2020-Act. |

## Palmarés

### Títulos nacionales
| Título             | Club      | País   | Año  |
| ------------------ | --------- | ------ | ---- |
| Campeón de Ascenso | La Piedad | México | 2013 |